# Weston County

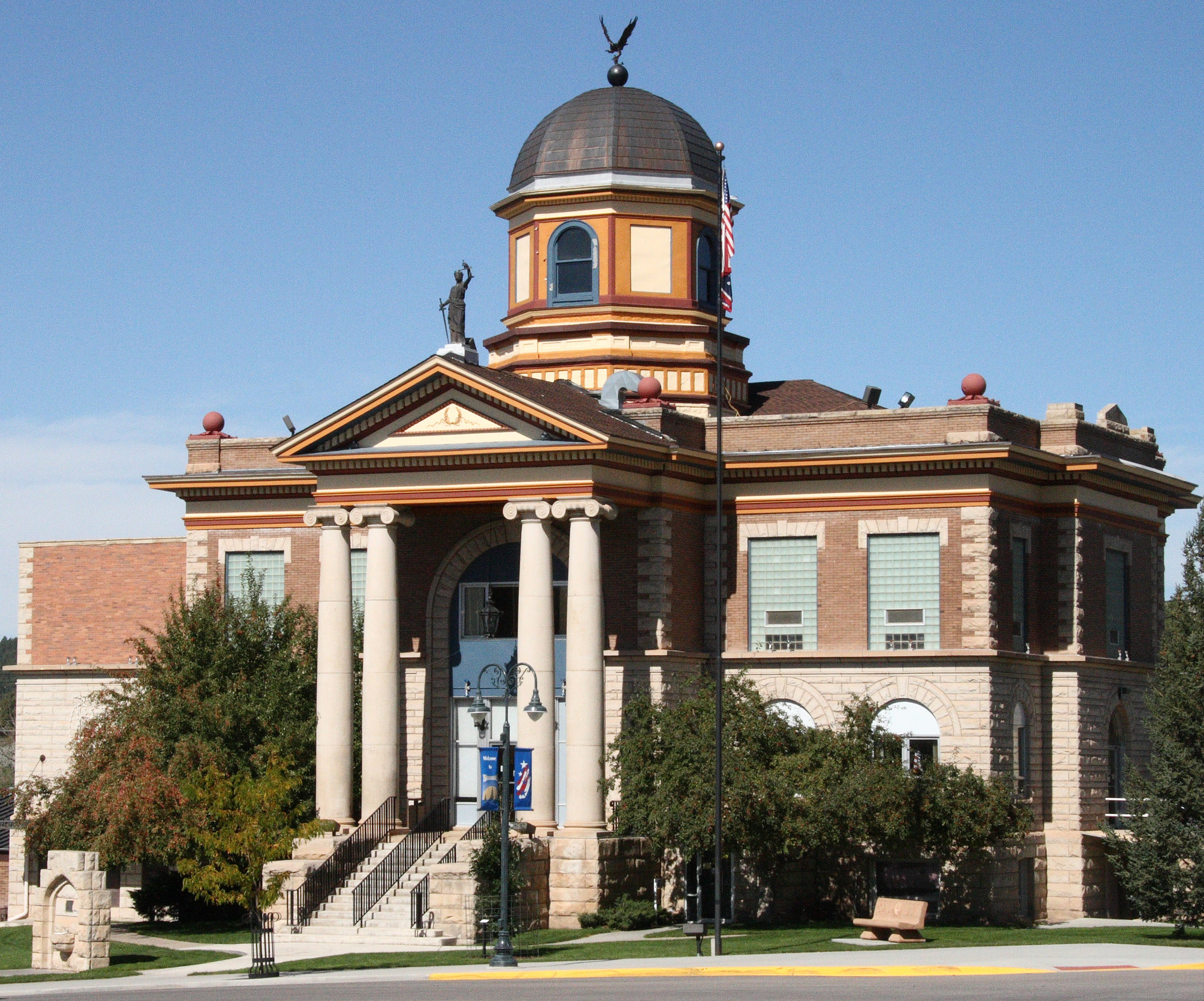
Gerechtsgebouw

Weston County is een county in de Amerikaanse staat Wyoming.
De county heeft een landoppervlakte van 6.210 km² en telt 6.644 inwoners (volkstelling 2000). De hoofdplaats is Newcastle.

## Bevolkingsontwikkeling
Albany · Big Horn · Campbell · Carbon · Converse · Crook · Fremont · Goshen · Hot Springs · Johnson · Laramie · Lincoln · Natrona · Niobrara · Park · Platte · Sheridan · Sublette · Sweetwater · Teton · Uinta · Washakie · Weston